# Lachnum eburneum
Lachnum eburneum är en svampart som tillhör divisionen sporsäcksvampar, och som beskrevs av Wilhelm Kirschstein. Lachnum eburneum ingår i släktet Lachnum, och familjen Hyaloscyphaceae. Arten är reproducerande i Sverige.